# 蕾拉·莎妮娅
蕾拉·莎妮娅（2002年11月21日—），是出生于马来西亚的巫裔女歌手，现为大马华纳音乐旗下女歌手。

## 軼事
蕾拉·莎妮婭是少數從幼兒園到中學就讀華校的馬來人，因此擅長使用中文。

## 音乐作品

### 专辑
- 《行旅》Traveler

### 歌曲
- 〈Que Sera Sera〉（马来文）[2][3]
- 〈Lakaran〉（马来文）
- 〈左手陪右手〉By Your Side（中文）[2][3]
- 〈巴比诺〉Bambino feat. Bunga（中文）